# Holocaustul în Albania

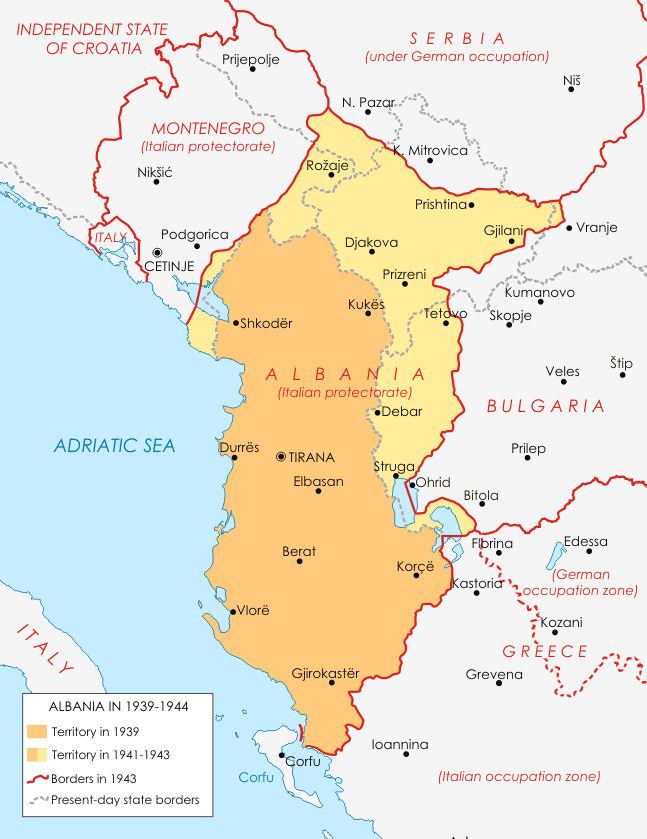
Hartă a Albaniei în al Doilea Război Mondial, cu teritoriile anexate de la Iugoslavia marcate cu galben deschis.

Holocaustul în Albania a constat din crimele comise împotriva evreilor din Regatul Albaniei de către forțele germane și italiene și de către colaboraționiștii albanezi în timp ce țara se afla sub ocupație italiană și germană în timpul celui de al Doilea Război Mondial. De-a lungul războiului, aproape 2000 de evrei s-au refugiat în Albania propriu-zisă. Cei mai mulți dintre acești refugiați evrei au fost tratați bine de către populația locală albaneză, în ciuda faptului că țara a fost ocupată mai întâi de către Italia Fascistă, și apoi de către Germania Nazistă. Albanezii, după un obicei tradițional de ospitalitate cunoscut sub denumirea de besa⁠(d), i-au adăpostit de multe ori pe evreii refugiați în satele de munte, și i-au transportat până la porturile de la Marea Adriatică de unde au fugit în Italia. Alți evrei s-au alăturat mișcărilor de rezistență din întreaga țară.
Pentru cei 500 de evrei care trăiau în Kosovo, zonă locuită predominant de albanezi, experiența a fost complet diferită și mulți nu au supraviețuit războiului. După capitularea Italiei în septembrie 1943, trupele germane au ocupat Albania, Kosovo și alte teritorii care fuseseră anexate la Albania. În 1944, s-a înființat o divizie albaneză a Waffen-SS-ului, care a arestat și predat germanilor alți 281 de evrei din Kosovo, care au fost ulterior deportați la  lagărul de concentrare Bergen-Belsen, unde mulți au fost uciși. La sfârșitul anului 1944, germanii au fost alungați din Albania propriu-zisă și țara a devenit un stat comunist, sub dictatura lui Enver Hoxha. În același timp, forțele Axei din Kosovo și vestul Macedoniei, regiuni anexate de Albania, au fost învinse de partizanii iugoslavi, care, ulterior, au reîncorporat aceste zone în nou-proclamata Republică Populară Federală Iugoslavia.
Aproximativ 600 de evrei au fost uciși în Albania Mare în timpul războiului. Albania propriu-zisă a ieșit din război cu o populație de evrei de unsprezece ori mai mare decât la început, numărând aproximativ 1.800 de persoane. Majoritatea acestor au emigrat ulterior în Israel, dar câteva sute au rămas până la căderea comunismului la începutul anilor 1990, după care au făcut același lucru. În 2011, 69 de cetățeni albanezi erau recunoscuți ca drepți între popoare pentru rolul jucat de ei în salvarea evreilor în timpul Holocaustului.

## Context
Potrivit recensământului din 1930, în Albania trăiau 24 de evrei. În 1937, comunitatea evreiască, care atunci număra aproape 300 de persoane, a primit recunoașterea oficială în țară. Odată cu ascensiunea nazismului, mai mulți evrei germani și austrieci s-au refugiat în Albania, și ambasada Albaniei de la Berlin a continuat să emită vize pentru evrei până la sfârșitul anului 1938, într-un moment când nicio altă țară Europeană nu mai era dispusă să facă acest lucru. Înainte de izbucnirea celui de al Doilea Război Mondial, majoritatea albanezilor nu avusese niciodată contact cu evreii din cauza numărului mic al celor din țară. Ca urmare, antisemitismul era mai puțin răspândit în Albania decât în alte țări. Înainte de război, majoritatea evreilor albanezi⁠(d) trăiau predominant în sudul țării. Comunitatea evreiască din Kosovo, parte a Regatului Iugoslaviei, număra aproximativ 500.

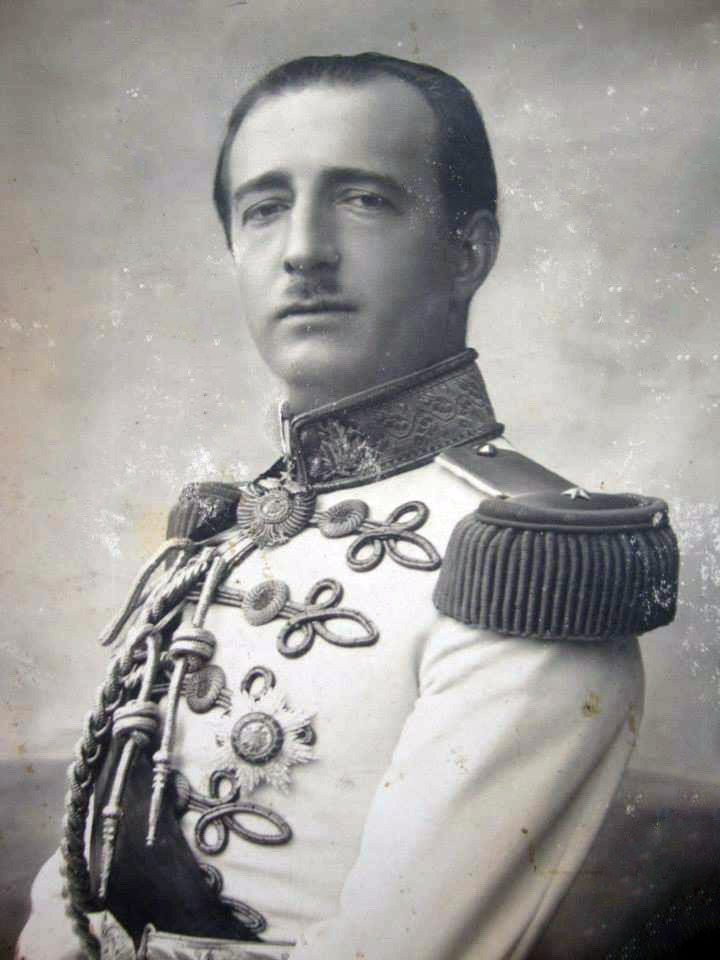
Regele a fost înlăturat de pe tronul Albaniei când țara a fost invadată de Italia în aprilie 1939.

Cea mai puțin dezvoltată țară din Europa, Albania a fost supusă influenței economice și politice italiene de-a lungul anilor 1930. La 25 martie 1939, dictatorul italian Benito Mussolini i-a dat regelui albanez Zog I un ultimatum, cerându-i acceptarea unui protectorat militar italian asupra Albaniei. Când Zog a refuzat să accepte, italienii au invadat⁠(d) țara pe 7 aprilie 1939, și l-au detronat. După aceea, ei au restabilit statul albanez ca protectorat al Regatului Italiei, instalând un regim-marionetă condus de cel mai mare proprietar de pământ din țară, Shefqet Vërlaci⁠(d). S-a înființat o „adunare națională” albaneză, care a votat rapid uniunea economică și politică deplină a Albaniei cu Regatul Italiei, condusă de regele Victor Emmanuel al III-lea. Sub îndrumarea generalului vicerege Francesco Jacomoni⁠(d), administrația italiană a pus în aplicare legi care interziceau imigrarea evreilor în Albania și obligau la deportare toți evreii străini din țară.
La o lună după instaurarea ocupației italiene, s-a înființat Partidului Fascist Albanez (în albaneză Partia Fashiste e Shqipërisë sau PFSh). El a adoptat legi care i-au împiedicat pe evrei să intre în politică și care i-au exclus din anumite profesii, cum ar fi educația. Alcatuit din etnici albanezi și italieni cu reședința în Albania, partidul a existat ca ramură a Partidului Național Fascist Italian (în italiană Partito Nazionale Fascista sau PNF) și membrii săi au fost obligați să depună un jurământ de loialitate față de Mussolini. Erau obligați să adere toți albanezii care îi serveau pe ocupanții italieni, și a devenit singurul partid politic legal din țară.
Pe măsură ce războiul continua, Italia a transformat Regatul Albanez în Albania Mare, un protectorat al Italiei, care a inclus cea mai mare parte din Kosovo și o parte din vestul Macedoniei, teritorii predominant albaneze desprinse din Iugoslavia după invazia puterilor Axei din 1941. Albanezii din Kosovo au salutat cu entuziasm ocupația italiană. Deși, oficial, aceste teritorii erau sub ocupație albaneză, albanezii din Kosovo controlau regiunea și au fost încurajați să deschidă școli albaneze, care fuseseră interzise de statul iugoslav. Ei au primit și cetățenie albaneză de la autoritățile italiene și li s-a permis să arboreze drapelul albanez. Italienii au păstrat însă sute de mii de soldați în Albania și în zonele înconjurătoare. Sursele iugoslave arată că în Kosovo se aflau aproximativ 20.000 de soldați și 5.000 de polițiști și grăniceri italieni, iar în partea din Macedonia anexată de Albania se aflau 12.000 de soldați și 5.000 de polițiști și grăniceri. În același timp, autoritățile militare italiene au avertizat că cel puțin zece ostatici vor fi împușcați pentru fiecare soldat italian ucis sau răniți în aceste regiuni.

## Holocaustul

### 1939-43

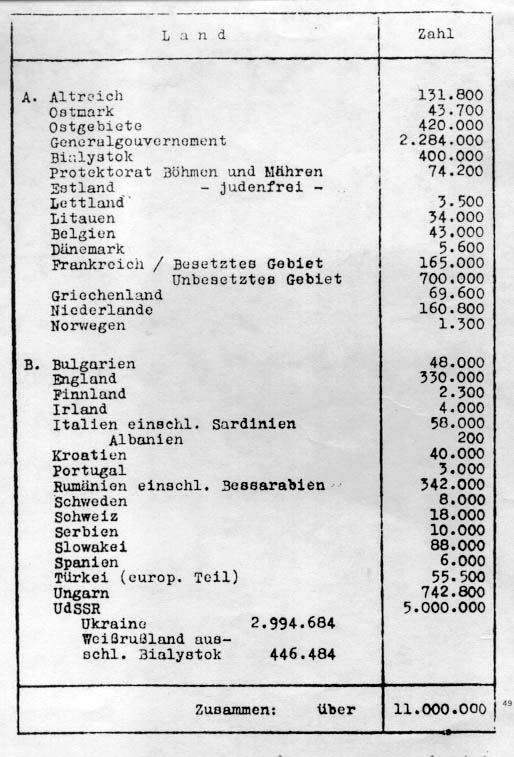
Listă de evrei din Europa, întocmită la Conferința de la Wannsee, în ianuarie 1942. Albania este listată de germani ca fiind locuită de 200 de evrei.

După invazia Iugoslaviei, comunitatea evreiască dn Albania a crescut, alăturându-i-se evrei din Macedonia și din nordul Serbiei, precum și refugiați evrei din Germania, Austria și Polonia, care au venit în Kosovo anexat de Italia și s-au stabilit în orașele Priștina, Prizren și Uroševac. Au sosit până la 1000 de refugiați, atribuiți de către sursele germane unei organizații evreiești responsabilă cu transferul clandestin al evreilor din țară. Refugiații nu au fost persecutați la nivelul cu care evreii se confruntau în teritoriile controlate de germani, pentru că italienii îi considerau a fi de importanță economică și „reprezentanți ai intereselor Italiei în străinătate”. Italienii au arestat totuși aproximativ 150 de refugiați evrei și i-au transferat în orașul Berat din Albania, unde le-au acordat o șansă de a munci pentru a câștiga bani. Au fost arestați și 192 de evrei din Golful Kotor⁠(d) anexat de Italia, care au fost transferați în lagărele de concentrare naziste din Albania la 27 sau 28 iulie 1941, înainte de a fi transferați în lagăre situate în Italia. Până la 2000 de evrei s-au refugiat în Albania în timpul războiului.
Populația locală din Albania i-a protejat pe refugiați evrei. Mulți au fost transportați la porturile albaneze de la Marea Adriatică, de unde puteau călători în Italia. Alți evrei s-au ascuns în satele de munte izolate, în timp ce unii s-au alăturat mișcărilor de rezistență din țară. Tratamentul evreilor din partea albanezilor era conform tradițiilor albaneze de ospitalitate și besa⁠(d) („cuvânt de onoare”). Chiar și așa, au existat cazuri de cruzime față de evrei în Albania în timpul războiului, și în unele ocazii, evreii ce erau introduși ilegal în țară au fost uciși de către albanezi care le-au confiscat bijuteriile și banii.
În ianuarie 1942, germanii au estimat la Conferința Wannsee că Albania era locuită de 200 de evrei. În aceeași lună, evreii au fost internați de italieni într-o tabără la Priștina. Deși s-au temut că vor fi predați germanilor, comandantul italian al lagărului le-a promis că acest lucru nu se va întâmpla niciodată. La 14 martie 1942, italienii au asediat tabăra și i-au arestat pe evreii care erau reținuți acolo. Unii au fost predați germanilor și transportați apoi la lagărul de concentrare Sajmište⁠(d), în apropiere de Belgrad, unde au fost uciși. Alții, împreună cu sârbii, au fost luate în tabăra din Berat, unde au fost reținuți până la capitularea Italiei. Se estimează că aproximativ 500 de evrei au fost internați în lagărele din Berat, Kruje și Kavaje în timpul ocupației italiene.

### 1943-45
Când Italia a capitulat în fața Aliaților, în septembrie 1943, toate lagărele de concentrare din Albania au fost dizolvate. La scurt timp după aceasta, germanii au invadat și ocupat Albania, și majoritatea soldaților italieni din țară s-au predat germanilor. Forțele germane au început apoi exterminarea tuturor evreilor care trăiau în Albania și în regiunile locuite predominant de albanezi din Iugoslavia ocupată. A fost vizată și comunitatea evreiască din vestul Macedoniei, care rămăsese neatinsă sub ocupație italiană, și mai multe grupuri de evrei au fost trimiși în lagărele de exterminare. Proprietățile și bunurile lor au fost luate mai târziu de mai multe organizații, instituții și persoane fizice.
Germanii au aranjat ca administrația Albaniei să fie reorganizată la scurt timp după ocupație. La 15 septembrie, a fost înființat Comitetul Național Albanez sub patronaj german. El a guvernat până la înființarea Consiliului de Regență, care a fost recunoscut de Germania ca guvern oficial al țării la 3 noiembrie 1943. Xhaferr Deva⁠(d), un albanez din Kosovo, aliat al germanilor în regiune, a fost numit apoi ministru de interne⁠(d) al Albaniei. Deva avea apoi să fondeze în Kosovo a Doua Ligă de la Prizren⁠(d), aliată cu naziștii, care a proclamat război sfânt împotriva slavilor, țiganilor și evreilor și a încercat să creeze o Albanie Mare purificată etnic. Cu o nouă administrație instalată, germanii au pretins autorităților albaneze să le dea liste de evrei de deportat. Autoritățile locale nu s-au conformat și chiar au furnizat familiilor evreiești documente false. Situația din Kosovo dominat de albanezi era însă diferită. Acolo, Deva a început să recruteze albanezi kosovari pentru Waffen-SS. Divizia 21 Vânători de Munte Waffen a SS Skanderbeg (1 Albaneză)⁠(d) a fost înființată la 1 mai 1944. Divizia a fost însă cunoscută mai mult pentru abuzurile împotriva etnicilor sârbi decât pentru participarea la operațiuni de luptă în sprijinul efortului de război german, dar purificarea etnică pe scară largă a populației slave a fost întreruptă de sosirea partizanilor iugoslavi. La 14 mai, membri ai diviziei au făcut un raid în casele evreiești din Priștina, au arestat 281 de evrei autohtoni și străini, după care i-au predat germanilor. La 23 iunie, 249 dintre aceștia au fost duși la lagărul de concentrare Bergen-Belsen, unde au fost omorâți.
Albanezii din Kosovo au fost, în general, mai puțin ospitalieri cu evreii decât conaționalii lor din Albania. Din cauza experienței lor istorice cu sârbii și cu Imperiul Otoman, ei aveau tendința de a fi mai neprietenoși față localnicii nealbanezi. Ca urmare, mulți i-au susținut cu entuziasm pe germani. S-a susținut că albanezii kosovari i-au protejat pe evrei după ce forțele germane au preluat teritoriile pe care autoritățile italiene le controlaseră în timpul războiului, dar protecția pe care au primit-o evreii în Kosovo în primii ani de război a fost mai mult din partea autorităților italiene decât din cea a populației albaneze locale. Se estimează că 210 evrei din Kosovo au murit în timpul războiului. Un raport oficial al statului iugoslav publicat în 1964 înregistra 74 de evrei morți în timpul războiului în regiune. Aproximativ 600 de Evrei au fost uciși în Albania, Kosovo și în alte teritorii controlate de albanezi în timpul războiului. Un număr oarecum mai mare, precum și mai multe sute de refugiați, s-au ascuns și au supraviețuit, cu asistență din partea populației albaneze locale.

## Urmări
Din octombrie până în noiembrie 1944, partizanii iugoslavi, susținuți de Aliații occidentali și de Uniunea Sovietică, și asistați de către forțele Frontului Bulgar pentru Patrie⁠(d) și de două brigăzi de partizani albanezi, au recucerit regiunea Kosovo după ce germanii s-au retras. Zona a fost reintegrată în Republica Populară Federală Iugoslavia. Neavând nicio șansă de victorie, germanii în retragere i-au ajutat pe colaboraționiștii albanezi să fugă din țară pe măsură ce comuniștii se apropiau. Mulți nu au reușit să scape și au fost executați de comuniști de cum erau prinși. Pe 28 noiembrie 1944, forțele comuniste ale lui Enver Hoxha au ieșit victorioase în Albania. Hoxha a implementat apoi un regim totalitar stalinist, care a interzis toate religiile din țară.
Se estimează că în Albania erau 1800 de evrei la sfârșitul celui de al Doilea Război Mondial, de unsprezece ori mai mulți decât erau în țară în 1939. Comunitatea evreiască din Kosovo nu și-a mai revenit după război. Puțini evrei au mai rămas în Kosovo și mulți au emigrat în Israel în perioada comunistă. Similar, majoritatea evreilor din Albania au hotărât să emigreze după instaurarea comunismului. Circa 300 au mai rămas în țară până la începutul anilor 1990. Recensământul albanez oficial din aprilie 1989 a consemnat 73 de evrei în țară. După căderea comunismului, Albania a relaxat restricțiile asupra religiei și călătoriilor în străinătate, ceea ce a avut ca rezultat emigrarea practic întregii comunități evreiești în Israel. Din decembrie 1990 până în iunie 1991, 350 de evrei albanezi au fost transportați cu avionul din Albania în Israel în Operațiunea cu numele de cod „Covorul Zburător”. Majoritatea din cei 60 de evrei rămași în Albania au plecat în 1997, după ce țara a fost cuprinsă de un scurt război civil⁠(d).
În 2011, 69 de albanezi erau recunoscuți de către Yad Vashem ca drepți între popoare pentru ajutorul acordat evreilor din Albania pentru a supraviețui Holocaustului. Singurul spațiu public din Albania dedicat Holocaustului este un ecran mic, la Muzeul Național de Istorie⁠(d) din Tirana, cu fotografii, texte, hărți și documente din timpul războiului. El a fost deschis pe 29 noiembrie 2004.